# Denkmalverein Hamburg
Der Denkmalverein Hamburg e.V. ist eine nichtstaatliche Denkmalschutz-Organisation mit Sitz in Hamburg. Er wurde 1982 als Verein Freunde der Denkmalpflege e.V. gegründet und setzt sich für einen stärkeren Denkmalschutz in Hamburg ein. Dazu betreibt er vor allem Presse- und Vermittlungsarbeit, regt öffentliche Debatten an und kooperiert mit zahlreichen anderen Institutionen (Denkmalschutzamt, Stiftung Denkmalpflege Hamburg, Zeit-Stiftung, Patriotische Gesellschaft u. a.). Für seine Projekte und Vermittlungsangebote wurde der Verein mehrfach ausgezeichnet, zuletzt mit dem Max-Brauer-Preis der Alfred Toepfer Stiftung (2024) und dem Medienpreis des Deutschen Preises für Denkmalschutz (2023).
Die Arbeit des Vereins wird von einem sechsköpfigen Vorstand und einer hauptamtlichen Geschäftsstelle geleitet. Ehrenamtlicher Vorsitzender ist seit 2019 der Architekt Lennart Hellberg; hauptamtliche Geschäftsführerin ist seit 2019 Kristina Sassenscheidt. Unterstützt wird der Vorstand von mehreren Arbeitsgruppen aus ehrenamtlichen Vereinsmitgliedern. Diese organisieren z. B. Besichtigungen von Denkmälern, Arbeitseinsätze in denkmalgeschützten Parks und Gärten oder Diskussionsveranstaltungen zu stadtentwicklungs- und denkmalpolitischen Themen. 

## Projekte (Auswahl)
- Homepage mit Artikeln über verlorene, gefährdete und gerettete Baudenkmäler[5]
- Podcast „Denkmal im Wandern“[6] (ausgezeichnet mit dem Medienpreis des Deutschen Preises für Denkmalschutz 2023)
- Videoformat „Drei Minuten Denkmal“[7]
- Garteneinsätze in historischen Gärten und Parks
- Sommerseminar auf Gut Siggen
- Kampagnen wie z. B. zur Rettung der Köhlbrandbrücke[8][9]
- Veröffentlichungen wie z. B. die Schriftenreihe „Stadt Neu. Beispielhafte Sanierungen aus Hamburg“[10]